# Cruella de Vil
Cruella DeVil, Cruela Cruel ou Malvina Cruela, é um personagem fictício do livro 101 Dálmatas, escrito por Dodie Smith em 1956, que posteriormente apareceria em diversas adaptações da produtora Walt Disney Studios, como um longa animado de 1961, uma adaptação com atores de 1996 e sua continuação, e uma série animada (1997). Em todas as suas representações, Cruella sequestra filhotes de dálmata para fazer de suas peles um casaco, devido a personalidade vaidosa, egocêntrica, egoísta, extravagante e sofre de mudanças de humor violentas. O nome de Cruella em inglês faz uma brincadeira com as palavras Cruel (Cruel) e Devil (diabo).

## Popularidade
Cruella é um dos personagens mais populares da Disney, e é realizada em uma relação similar entre os vilões de cinema, uma vez que está sendo votada como a 39ª maior vilã de filme de todos os tempos, a 82ª personagem do filme mais popular de todos os tempos e a 31ª do sexo feminino para maior filme de todos os tempos. Ela também é uma das únicas personagens mais icônicas e memoráveis da Disney; referidas nos programas de televisão como Os Simpsons, seu nome serviu de inspiração para uma revista fetiche, bem como uma banda pós-punk do norte-irlandês de curta duração. Ela continua a ser uma imagem reconhecível na cultura popular e é um membro oficial da franquia Disney Vilões.

## Caracterísicas

#### 101 Dálmatas - A Animação
Na animação 101 Dálmatas, dos Estúdios Disney, Cruella conserva muitos traços que tem no livro. Por exemplo seu cabelo, metade preto metade branco, e seu enorme casaco de vison. No entanto, algumas informações sobre ela deixaram de ser mencionadas, como o fato de que é casada com um comerciante de peles, o que ressalta sua paixão por elas. No filme, Cruella dirige seu próprio automóvel, vermelho e preto. Anita Dearly era sua antiga colega de escola (e também a dona dos dálmatas no filme) e se casa com Roger, que compõe uma canção sobre Cruella (Cruella de Vil), que enfatiza sua crueldade. Desde o começo, Roger suspeita que ela tenha roubado os filhotes. No filme, Cruella conta com dois capangas para ajudá-la, Horácio e Jasper. Ela foi desenhada com feições cadavéricas e um jeito louco e obsessivo. Cruella reaparece em 101 Dálmatas 2, onde é dublada por Susanne Blakeslee. Uma curiosidade é que no filme The Rescuers o papel de vilã era para ser interpretado por Cruella, mas eles resolveram criar uma nova vilã, Medusa. Pode-se ver que Medusa e Cruella são muito parecidas, ambas adoram o luxo, são um pouco loucas e obsessivas e dirigem carros parecidos.

#### 101 Dálmatas - O Filme
Na versão em filme, também produzida pelos estúdios Disney, Cruella (interpretada por Glenn Close) é uma chefe de uma empresa de moda, a Casa dos de Vil. Ao invés de ser sua antiga colega de escola, Anita Dearly é uma de suas funcionárias e sua melhor designer, além de ainda ser dona dos dálmatas e casada com Roger. Nesse filme, Roger não é compositor e sim um designer de videogames. Nesse filme, além de seus dois capangas Horácio e Jasper, ela tem outro cúmplice, Sr. Skinner,que tem o dever de matar e esfolar os filhotes de dálmata para o casaco de peles. Nesta encarnação, Cruella abandona um pouco do jeito cadavérico e louco que lhe foi dado na animação.

#### Once Upon a Time
Na série Once Upon a Time a história da personagem é modificada, dando a personagem o famigerado casaco de pele de dálmata, que a Cruella de Vil dos filmes Disney jamais conseguiu. A personagem teve ótima aceitação do público em geral, sendo das três personagens chamadas "Queens Of Darkness", ou, "Rainhas da Escuridão" (Malévola, Úrsula e Cruella de Vill) a mais popular, por seu sotaque e por sua vilania nata, sem ter precisado de razões prévias, assim se tornando uma das poucas vilãs da série que não foi movida por uma vingança para se tornar vilã, ou seja, uma das personagens mais "humanas" da série. A personagem teve destaque principalmente no episódio "Sympathy for the De Vil", que conta sua história. Durante o período que participa da série, a personagem é interpretada por Victoria Smurfit.
Cruella retorna a série na quinta temporada no episódio "Labor of Love", com o plano de retornar ao mundo dos vivos (Cruella foi morta por Emma Swan (Jennifer Morrison) para salvar Henry Mills (Jared Gilmore) de suas mãos).
Após sua morte, Cruella acabou no Submundo, incapaz de seguir em frente por seu assunto inacabado (que era se vingar de Emma Swan). Ela se torna líder do Submundo após a partida de Hades, todavia é desposta pelo Rei Arthur, perdendo toda sua influência.

### Cruella (filme)
Cruella é o ultimo filme com a personagem até então e que foi distribuído pela empresa norte americana  Walt Disney Pictures usando tambem a sua plataforma de streaming derivada : Disney +. Glenn Close, Andrew Gunn e Aline Brosh McKenna foram os produtores do filme. McKenna também foi contratado como escritor do filme; em outubro de 2015, ela foi substituída por Kelly Marcel, que também escreveu o jogo de tela para Saving Mr. Banks. O filme em si é sugerido para ser uma história de origem para a Cruella, portanto, tornando uma pre quela possível para a história dos 101 Dalmatians. Em janeiro de 2016, foi relatado que Emma Stone está em negociações para interpretar Cruella. Já em abril de 2016, a Disney confirmou que ela interpretará a personagem.Em dezembro de 2016,Alex Timbers foi confirmado para dirigir o filme.  O filme foi lançado no dia 28 de maio de 2021 , na plataforma disney + . O filme foi lançado em 27 de maio de 2021 em Portugal e no Brasil, e em 28 de maio de 2021 nos EUA. 

#### Outros
Cruella também e vista em outro filmes com Descendentes filme original do Disney Channel Original Movie, interpretada por Wendy Raquel Robinson. No filme Cruella tem a aparição do seu filho "Carlos", interpretado por Cameron Boyce que nunca tinha sido citado. Também é vista em Mickey's House of Villains com a voz de Susan Blakeslee no filme aparecem ao lado de outros famosos vilões da Disney para acabar com o dia das bruxas dos Heróis da Disney.

### Filmografia
| ano       | Atriz                  | série/Filme                                     |
| --------- | ---------------------- | ----------------------------------------------- |
| 1961      | Betty Lou Gerson (Voz) | 101 Dálmatas                                    |
| 1996      | Glenn Close            | 101 Dalmatas - O Filme                          |
| 1998-2000 | April Winchell (voz)   | 101 Dalmatians: The Series                      |
| 2000      | Glenn Close            | 102 Dalmatians                                  |
| 2001-2003 | Susan Blakeslee (Voz)  | O Point do Mickey: House of Mouse               |
| 2002      | Susan Blakeslee (Voz)  | Mickey's House of Villains                      |
| 2003      | Susan Blakeslee (Voz)  | 101 Dálmatas 2 - A Aventura de Patch em Londres |
| 2014-2016 | Victoria Smurfit       | Once Upon a Time                                |
| 2015      | Wendy Raquel Robinson  | Descendants                                     |
| 2021      | Emma Stone             | Cruella                                         |